# Radu Dulgheru
Radu Dulgheru (n. 1914 la Isaccea, județul Tulcea - d. 1991, București) a fost un demnitar comunist, membru al CC al PMR și Deputat în Marea Adunare Națională în sesiunile din perioada 1957 - 1965. Radu Dulgheru a fost de profesie ajustor mecanic iar după ce a devenit membru de partid în 1945, a efectuat următoarele studii: Școala de Partid a Comitetului județean de partid Covurlui (1947); Școala Superioarã de Partid Ștefan Gheorghiu (1950–1954); Școala Superioarã de Partid de pe lângă C.C. al P.C.U.S. (oct. 1957–1960). Radu Dulgheru a fost membru al CC al PMR și deputat în Marea Adunare Națională în sesiunile din perioada 1957 - 1961. 

## Distincții
- Medalia „A cincea aniversare a Republicii Populare Române” (24 decembrie 1952) „pentru lupta și munca duse în vederea făuririi, consolidării și prosperării Republicii Populare Române”[2]
- Medalia „40 de ani de la înființarea Partidului Comunist din Romînia” (6 mai 1961) „pentru merite în activitatea de partid și întărirea regimului democrat-popular”[3]